# 马修·布雷迪
马修·本杰明·布雷迪（Mathew Benjamin Brady，1822年—1896年1月15日），美国19世纪摄影师，被认为是纪实摄影之父。